# 山梨県立高等学校 (旧制)
| 山梨県立高等学校（旧制） | 山梨県立高等学校（旧制） |
| ------------------------ | ------------------------ |
| 創立                     | 1947年                   |
| 所在地                   | 甲府市                   |
| 初代校長                 |                          |
| 廃止                     | 1951年                   |
| 後身校                   |                          |
| 同窓会                   |                          |

旧制山梨県立高等学校 （きゅうせいやまなしけんりつこうとうがっこう） は、1947年、山梨県甲府市に設立された公立の旧制高等学校。

## 概要
- 1947年に「B級」と判定された旧制山梨県立医学専門学校の在校生を救済するために設置された、いわゆる「戦後特設高等学校」である（A級B級判定については、旧制医学専門学校を参照）。
- 修業年限3年の高等科（理科のみ）を設置した。
- 多くの旧制高校では、1947年度入学生までを卒業させる対象とし、最後に入学した48年度生を1年次修了で新制大学に進学させることが行われたのに対し、山梨県立高校は48年度生が卒業するまで存続していた。これは旧制高等学校の廃止に伴う処置の中では例外的といえる[1]。他に同様の措置を採ったのは旧制福岡県立高校のみである。

## 沿革
旧制山梨県立医学専門学校 （以下、医専） は、第二次世界大戦末期の1944年、医師の速成を目的として設立された旧制医学専門学校で、1945年には県立女子医学専門学校も併設されたが、同年7月6日の甲府空襲で校舎を焼失する。
戦後は旧陸軍六三部隊の兵舎を転用して授業を続けていたが設備の不足は補いきれず、かつ県の財政事情も危機的な状況にあったため、連合国軍最高司令官総司令部による審査の結果は、大学への昇格が認められないB級判定であった。医専の募集は停止され、廃止が決まったことで多くの在校生が他の医専や医大、各高専に転学したが、高等学校令による高等学校を併設することで、他校に移ることができない者への救済措置とした。
- 1947年
  - 5月1日 - 山梨県立高等学校の設置認可[2]。旧医専・女子医専の学生を収容。
  - 5月29日 - 学則制定。
- 1951年 - 1948年度入学者が卒業した後、3月31日限りで廃校となることが5月10日付で認可される[3]。施設や校地は新制山梨大学に包括された。

なお、医専がB級判定を受けて廃止が決まった後も、県では医学教育の継続のために様々な取り組みが行われていた。1947年2月には県議会で「県立医科大学設置」が決議され、8月に特別委員会が組まれて調査が行われたが、結局は当時の県の状況下では不可能であるとの結論に達した。医専廃止により、山梨県における高等医学教育は、1978年に国立の山梨医科大学が置かれるまで途絶えることとなる。

## 著名な卒業生
- 土屋嘉男 - 俳優

## 関連書籍
- 山梨県教育史研究会『山梨県教育百年史 第3巻 昭和後期編』山梨県教育委員会、1979年3月
- 甲府市市史編さん委員会 編『甲府市史 通史編 第4巻 現代』甲府市、1993年3月